# 돈 윌슨

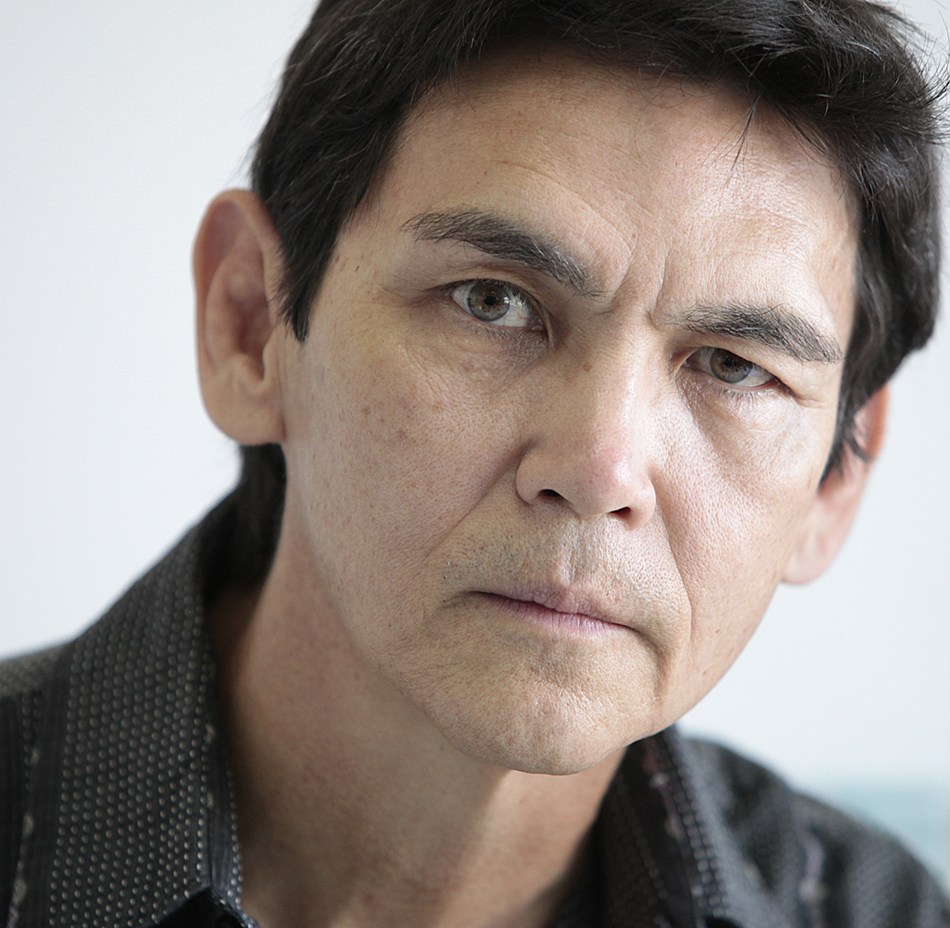

돈 윌슨(Don Wilson, 본명: 도널드 글렌 윌슨, Donald Glen Wilson, 1954년 9월 10일 ~ , 별칭: 더 드래곤/The Dragon)은 미국의 무예, 영화 배우이자 전 킥복싱 선수이다. 40년 간 47번의 넉아웃을 기록하며 11번 월드 챔피언을 달성했다. 스타 시스템 레이팅스에 의해 "미국 사상 최고의 킥복싱 선수인 것 같다."고 평가받았다.
일본인 어머니와 미국인 아버지에게서 미국 일리노이주 앨튼에서 태어났다.

## 참여 작품
- 금지된 사랑 (1989년 영화)
- 사이버 추적자
- 배트맨 3: 포에버
- 나이트 헌터 (1996년 영화)
- 시티 레인져